# Coptomia milloti
Coptomia milloti är en skalbaggsart som beskrevs av Ruter 1957. Coptomia milloti ingår i släktet Coptomia och familjen Cetoniidae. Inga underarter finns listade i Catalogue of Life.